# جون هيوز (موظف مدني)
جون هيوز (بالإنجليزية: John Hughes)‏ هو موظف مدني أمريكي، ولد في 11 فبراير 1855 في كامبريدج في الولايات المتحدة، وتوفي في 3 يونيو 1947.